# Китаєвка
Китаєвка (рос. Китаевка) — присілок в Вознесенському районі Нижньогородської області Російської Федерації.
Населення становить 2 особи. Входить до складу муніципального утворення Бахтизинська сільрада.

## Історія
Від 2004 року входить до складу муніципального утворення Бахтизинська сільрада.

## Населення
| 1999 | 2002 | 2010 |
| ---- | ---- | ---- |
| 16   | ↘4   | ↘2   |